# Operettekompagniet polyhymnia
 Der er for få eller ingen kildehenvisninger i denne artikel, hvilket er et problem. Du kan hjælpe ved at angive troværdige kilder til de påstande, som fremføres i artiklen.

Operettekompagniet Polyhymnia er baseret i Frederiksberg , der har specialiseret sig i operettegenren. 
Polyhymnia blev stiftet i 1996 af en gruppe studerende, der opførte "Jomfruburet" ved det teologiske fakultet i København. Gradvist blev kompagniet overtaget af unge kræfter fra flere andre uddannelsessteder, især fra Det Kgl. Danske Musikkonservatorium og Musikhøjskolens MGK.  Polyhymnia er forsat et forum for unge kunstnere fra det danske musikalske vækstlag, og for mange artister har Polyhymnia været et vigtigt led på vejen til en professionel karriere. I dag er Polyhymnia ikke længere kun drevet af studerende, men gået i arv til uddannede scenekunstnere, musikere og ildsjæle, som alle brænder for operettegenren. 
Operettekompagniet er en forening under registrering frivillig forening.
Forrige medlemmer af Polyhymnia:
- Phillip Faber - dirigent
- Tine Topsøe - operainstruktør
- Denise Beck - sanger
- Frederikke Kampmann - sanger
- Simon Duus - sanger
- Signe Sneh Schreiber - sanger
- Carina Thyberg - sanger
- Phillipa Cold - sanger
- Per Jellum - sanger (æresmedlem)

Opsætninger:
- 1997 Jomfruburet
- 1998 Valsedrømme
- 1999 En Nat i Venedig
- 2000 Greven af Luxemburg
- 2001 H.M.S. Pinafore
- 2002 Tiggerstudenten
- 2003 Fuglekræmmeren
- 2004 Den Glade Enke
- 2005 Wienerblod
- 2006 Mød mig på Cassiopeia
- 2007 Pariserliv
- 2008 Mikadoen
- 2009 Flagermusen
- 2010 Frk. Nitouche
- 2011 Den Glade Enke
- 2013 Sommer i Tyrol
- 2014 Landmandsliv
- 2015 Piraterne fra Penzance
- 2016 "Den skønne Helene"
- 2017 "Grevinde Mariza"
- 2018 "Mikadoen"
- 2019 "En nat i Venedig"